# Гібралтарська дуга

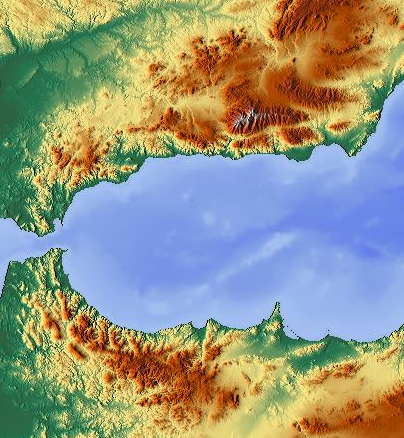
Гібралтарська дуга

Гібралтарська дуга — геологічна область, дугоподібної форми навколо  моря Альборан. Складається з Кордильєра-Бетіка (південь Іспанії), і Ер-Риф (Північне Марокко) .
Формування цього гірського пасма пов'язане із зіткненням Африканської тектонічної плити і Іберійської платформи в третинний період (від 65 млн років), проте механізми, утворення все ще обговорюється в геології і геофізиці.
Вчені вважають, що ця дуга залишилася від спочатку дугоподібного палеогеографічного розподілу провінцій седиментації. Дане припущення ґрунтується на схожості між Бетськими і Рифськими розрізами, які були роз'єднані тільки в пліоцені протокою Гібралтар. Ця гіпотеза сумісна з будь-якою реконструкцією рухів між Євразійським (Іберійською платформою) і Африканським кратонами і цілком узгоджується з новими даними по початковим фазам утворення Атлантичного океану